# Brazil International 1995
Die Brazil International 1995 (auch São Paulo International 1995 oder São Paulo Cup 1995 genannt) im Badminton fanden vom 7. bis zum 10. September 1995 in São Paulo statt.

## Sieger und Platzierte
| Disziplin    | Gold                                       | Silber                                   | Bronze                          |
| ------------ | ------------------------------------------ | ---------------------------------------- | ------------------------------- |
| Herreneinzel | Kenneth Erichsen                           | Leandro Santos                           | Guilherme Kumasaka              |
| Herreneinzel | Kenneth Erichsen                           | Leandro Santos                           | Paulo Fam                       |
| Dameneinzel  | Cristina Nakano                            | Iara Hamaoka                             | Fernanda Kumasaka               |
| Dameneinzel  | Cristina Nakano                            | Iara Hamaoka                             | Sandra Silva                    |
| Herrendoppel | Guilherme Kumasaka Paulo von Scala         | Ricardo Amorim Michael Garay             | Marcelo Martins Leandro Santos  |
| Herrendoppel | Guilherme Kumasaka Paulo von Scala         | Ricardo Amorim Michael Garay             | Agnaldo Chang Huang Chi Fong    |
| Damendoppel  | Sandra Cattaneo Miashiro Fernanda Kumasaka | Graciela Barbosa Sandra Silva            | Regina Atsumi Christiane Parisi |
| Mixed        | Leandro Santos Fernanda Kumasaka           | Fabian Cattaneo Sandra Cattaneo Miashiro | Ricardo Amorim Iara Hamaoka     |
| Mixed        | Leandro Santos Fernanda Kumasaka           | Fabian Cattaneo Sandra Cattaneo Miashiro | Manuel Gori Sandra Silva        |